# بيرني شرايبر
بيرني شرايبر (بالإنجليزية: Bernie Schreiber)‏ (و. 1959  م) هو رياضي، ومتسابق دراجات نارية أمريكي، ولد في لوس أنجلوس.